# Kanakysaurus zebratus
Espèce
Statut de conservation UICN

 EN B1ab(i,ii,iii)+2ab(i,ii,iii) : En danger
Kanakysaurus zebratus est une espèce de sauriens de la famille des Scincidae.

## Répartition
Cette espèce est endémique de la Province Nord en Nouvelle-Calédonie.

## Étymologie
Le nom spécifique zebratus vient du latin zebratus, zébré, en référence à l'aspect des juvéniles et subadultes.

## Publication originale
- Sadlier, Bauer, Smith & Whitaker, 2009 "2008" : A New Live-Bearing Species of Scincid Lizard ( Reptilia: Scincidae) from New Caledonia, Southwest Paciﬁc. Paciﬁc Science, vol. 63, no 1, p. 123-136.